# Яшвили, Нана Луарсабовна
Яшвили (Иашвили) На́на Луарсабовна (груз. იაშვილი ნანა ლუარსაბის ასული; 14 октября 1949, Тбилиси) — грузинская скрипачка, педагог, заслуженная артистка Грузинской ССР (1976), народная артистка Грузинской ССР (1988), с 1992 года профессор высшей музыкальной академии «Фолькванг» города Эссена, Германия.

## Биография
Родилась в г. Тбилиси (Грузия). Отец — Луарсаб Сеитович Яшвили, профессор Тбилисской консерватории, заслуженный деятель искусств Грузинской ССР. Первые уроки скрипки ей преподал отец, а в 1970 Нана окончила Московскую консерваторию, аспирантуру по классу Л. Б. Когана. В 14 лет состоялось дебютное выступление скрипачки с оркестром Московской филармонии.
Нана Яшвили была удостоена премии 2-го Закавказского конкурса музыкантов-исполнителей (Тбилиси, 1965), премии на Международном конкурсе им. М. Лонг — Ж. Тибо (1967, Париж), где она получила Гран-при и специальный приз за лучшее исполнение «Цыганки» М. Равеля. Нана Яшвили — лауреат Международного конкурса в Монреале (1972).
С 1971 по 1973 играла в Государственном трио Грузинской ССР. Выступала с оркестрами «Консертгебау», «Гевандхаус», Московской и Ленинградской филармоний, Саксонской государственной капеллой (Дрезден) и др. Скрипачка также сотрудничала с такими выдающимися дирижёрами, как Кирилл Кондрашин, Курт Мазур, Иегуди Менухин, Валерий Гергиев, Арнольд Кац, Павел Коган, Джансуг Кахидзе. Нана Яшвили часто принимает участие на фестивалях в Вене, Брегенце и Копенгагене. Её интерпретация Скрипичного концерта Шёнберга в Венской опере была отмечена как необычайное событие.

## Педагогическая деятельность
Педагогическую деятельность начала в Московской консерватории в 1970 (до 1973) в качестве ассистента Л. Б. Когана. С 1992 по 2015 преподавала в Университете искусств «Фолькванг» (Эссен, Германия).

## Награды
- Заслуженная артистка Грузинской ССР (1976).
- Народная артистка Грузинской ССР (1988).
- Лауреат Международного конкурса им. М. Лонг — Ж. Тибо (1967, Париж).
- Лауреат 2-го Закавказского конкурса музыкантов-исполнителей (Тбилиси, 1965).
- Лауреат Международного конкурса в Монреале (1972).[1]

## Репертуар
В репертуаре Наны Яшвили произведения С.Рахманинова, Д.Шостаковича, Д.Гершвина, П.Чайковского, и д.р.